# Aeropuerto Eppley
El Aeropuerto Eppley (IATA: OMA, OACI: KOMA, FAA LID: OMA), (del inglés: Eppley Airfield), es un aeropuerto mediano internacional a tres millas al noreste del centro de la ciudad de Omaha, Nebraska, en el Condado de Douglaa, Estados Unidos. Es el aeropuerto más grande en Nebraska, sirviendo diez veces más pasajeros que todos los otros aeropuertos de Nebraska combinados.
El aeropuerto ocupa 1,070 ha (2,650 acres) y maneja alrededor de 120 vuelos diarios de aerolíneas a 29 destinos durante todo el año y tres vuelos estacionales sin escalas. Eppley atendió a 4.35 millones de pasajeros en 2016.

## Aerolíneas y destinos

### Pasajeros
| Aerolíneas         | Destinos |
| ------------------ | --- |
| Alaska Airlines    | Seattle/Tacoma |
| Allegiant Air      | Las Vegas, Orlando/Sanford, Phoenix/Mesa, San Petersburgo/Clearwater, Sarasota Estacional: Destin/Fort Walton Beach, Punta Gorda (FL) |
| American Airlines  | Charlotte, Dallas/Fort Worth, Phoenix–Sky Harbor Estacional: Chicago–O'Hare, Miami |
| American Eagle     | Chicago–O'Hare, Los Ángeles, Nueva York–La Guardia (finaliza el 2 de septiembre de 2025), Phoenix–Sky Harbor Estacional: Charlotte, Dallas/Fort Worth, Filadelfia, Miami |
| Delta Air Lines    | Atlanta |
| Delta Connection   | Detroit, Mineápolis/St. Paul, Nueva York–La Guardia, Salt Lake City, Washington–National |
| Frontier Airlines  | Atlanta (inicia el 10 de octubre de 2025), Denver Estacional: Orlando |
| Southwest Airlines | Chicago–Midway, Dallas–Love, Denver, Houston–Hobby, Las Vegas, Miami (inicia el 5 de marzo de 2026), Nashville, Nueva York–La Guardia (inicia el 6 de marzo de 2026), Orlando, Phoenix–Sky Harbor, San Luis, Washington–National Estacional: Austin, Fort Lauderdale, San Diego (reinicia el 22 de noviembre de 2025), Tampa |
| United Airlines    | Chicago–O'Hare, Denver, Houston–Intercontinental Estacional: San Francisco |
| United Express     | Chicago–O'Hare, Denver, Houston–Intercontinental, San Francisco |

### Carga
| Aerolíneas     | Destinos                                                                                   |
| -------------- | ------------------------------------------------------------------------------------------ |
| AirNet Express | Des Moines                                                                                 |
| Amazon Air     | Fort Worth/Alliance                                                                        |
| Ameriflight    | Broken Bow, Grand Island, Hastings, Norfolk, O'Neill                                       |
| DHL Aviation   | Cincinnati, San Luis                                                                       |
| FedEx Express  | Chicago-O'Hare, Denver, Grand Island, Indianápolis, Kearney, McCook, Memphis, North Platte |
| UPS Airlines   | Chicago/Rockford, Fargo, Louisville, Phoenix–Sky Harbor                                    |

### Destinos nacionales
Se brinda servicio a 34 ciudades dentro del país a cargo de 9 aerolíneas.
| Destinos nacionales del Aeropuerto de Omaha OMA ATL AUS CLT ORD MDW DFW DAL DEN DTW PHL VPS FLL IAH HOU LAS LAX MIA MSP BNA LGA MCO SFB PHX AZA PGD SLC SAN SFO STL PIE SRQ SEA TPA DCA | Destinos nacionales del Aeropuerto de Omaha OMA ATL AUS CLT ORD MDW DFW DAL DEN DTW PHL VPS FLL IAH HOU LAS LAX MIA MSP BNA LGA MCO SFB PHX AZA PGD SLC SAN SFO STL PIE SRQ SEA TPA DCA | Destinos nacionales del Aeropuerto de Omaha OMA ATL AUS CLT ORD MDW DFW DAL DEN DTW PHL VPS FLL IAH HOU LAS LAX MIA MSP BNA LGA MCO SFB PHX AZA PGD SLC SAN SFO STL PIE SRQ SEA TPA DCA | Destinos nacionales del Aeropuerto de Omaha OMA ATL AUS CLT ORD MDW DFW DAL DEN DTW PHL VPS FLL IAH HOU LAS LAX MIA MSP BNA LGA MCO SFB PHX AZA PGD SLC SAN SFO STL PIE SRQ SEA TPA DCA | Destinos nacionales del Aeropuerto de Omaha OMA ATL AUS CLT ORD MDW DFW DAL DEN DTW PHL VPS FLL IAH HOU LAS LAX MIA MSP BNA LGA MCO SFB PHX AZA PGD SLC SAN SFO STL PIE SRQ SEA TPA DCA | Destinos nacionales del Aeropuerto de Omaha OMA ATL AUS CLT ORD MDW DFW DAL DEN DTW PHL VPS FLL IAH HOU LAS LAX MIA MSP BNA LGA MCO SFB PHX AZA PGD SLC SAN SFO STL PIE SRQ SEA TPA DCA | Destinos nacionales del Aeropuerto de Omaha OMA ATL AUS CLT ORD MDW DFW DAL DEN DTW PHL VPS FLL IAH HOU LAS LAX MIA MSP BNA LGA MCO SFB PHX AZA PGD SLC SAN SFO STL PIE SRQ SEA TPA DCA | Destinos nacionales del Aeropuerto de Omaha OMA ATL AUS CLT ORD MDW DFW DAL DEN DTW PHL VPS FLL IAH HOU LAS LAX MIA MSP BNA LGA MCO SFB PHX AZA PGD SLC SAN SFO STL PIE SRQ SEA TPA DCA | Destinos nacionales del Aeropuerto de Omaha OMA ATL AUS CLT ORD MDW DFW DAL DEN DTW PHL VPS FLL IAH HOU LAS LAX MIA MSP BNA LGA MCO SFB PHX AZA PGD SLC SAN SFO STL PIE SRQ SEA TPA DCA | Destinos nacionales del Aeropuerto de Omaha OMA ATL AUS CLT ORD MDW DFW DAL DEN DTW PHL VPS FLL IAH HOU LAS LAX MIA MSP BNA LGA MCO SFB PHX AZA PGD SLC SAN SFO STL PIE SRQ SEA TPA DCA |
| Destinos | Southwest Airlines | American Airlines | Allegiant Air | Delta Air Lines | United Airlines | Frontier Airlines | Otra | # | |
| --- | --- | --- | --- | --- | --- | --- | --- | --- | --- |
| Atlanta (ATL) | | | | • | | • | | 2 | |
| Austin (AUS) | • | | | | | | | 1 | |
| Charlotte (CLT) | | • | | | | | | 1 | |
| Chicago (ORD) | | • | | | • | | | 2 | |
| Chicago (MDW) | • | | | | | | | 1 | |
| Dallas (DFW) | | • | | | | | | 1 | |
| Dallas (DAL) | • | | | | | | | 1 | |
| Denver (DEN) | • | | | | • | • | | 3 | |
| Detroit (DTW) | | | | • | | | | 1 | |
| Filadelfia (PHL) | | • | | | | | | 1 | |
| Fort Lauderdale (FLL) | • | | | | | | | 1 | |
| Fort Walton Beach (VPS) | | | • | | | | | 1 | |
| Houston (IAH) | | | | | • | | | 1 | |
| Houston (HOU) | • | | | | | | | 1 | |
| Las Vegas (LAS) | • | | • | | | | | 2 | |
| Los Ángeles (LAX) | | • | | | | | | 1 | |
| Miami (MIA) | • | • | | | | | | 2 | |
| Mineápolis (MSP) | | | | • | | | | 1 | |
| Nashville (BNA) | • | | | | | | | 1 | |
| Nueva York (LGA) | • | • | | • | | | | 3 | |
| Orlando (MCO) | • | | | | | • | | 2 | |
| Orlando (SFB) | | | • | | | | | 1 | |
| Phoenix (PHX) | • | • | | | | | | 2 | |
| Phoenix (AZA) | | | • | | | | | 1 | |
| Punta Gorda (PGD) | | | • | | | | | 1 | |
| Salt Lake City (SLC) | | | | • | | | | 1 | |
| San Diego (SAN) | • | | | | | | | 1 | |
| San Francisco (SFO) | | | | | • | | | 1 | |
| San Luis (STL) | • | | | | | | | 1 | |
| San Petersburgo (PIE) | | | • | | | | | 1 | |
| Sarasota (SRQ) | | | • | | | | | 1 | |
| Seattle (SEA) | | | | | | | Alaska Airlines | 1 | |
| Tampa (TPA) | • | | | | | | | 1 | |
| Washington (DCA) | • | | | • | | | | 2 | |
| Total | 16 | 8 | 7 | 6 | 4 | 3 | 1 | 34 | |

## Estadísticas

### Rutas más transitadas
| Número | Ciudad                        | Pasajeros | Aerolínea                                                              |
| ------ | ----------------------------- | --------- | ---------------------------------------------------------------------- |
| 1      | Denver, Colorado              | 403,000   | Frontier Airlines, Southwest Airlines, United Airlines, United Express |
| 2      | Chicago, Illinois (ORD)       | 230,000   | American Eagle, United Airlines, United Express                        |
| 3      | Atlanta, Georgia              | 217,000   | Delta Air Lines, Delta Connection                                      |
| 4      | Phoenix, Arizona              | 214,000   | American Airlines, Southwest Airlines                                  |
| 5      | Dallas, Texas                 | 198,000   | American Airlines, American Eagle                                      |
| 6      | Chicago, Illinois (MDW)       | 169,000   | Southwest Airlines                                                     |
| 7      | Las Vegas, Nevada             | 139,000   | Allegiant Air, Frontier Airlines, Southwest Airlines                   |
| 8      | Charlotte, Carolina del Norte | 114,000   | American Airlines, American Eagle                                      |
| 9      | San Luis, Misuri              | 103,000   | Southwest Airlines                                                     |
| 10     | Mineápolis, Minnesota         | 96,000    | Delta Air Lines, Delta Connection                                      |

### Tráfico anual
| 2000's | 2000's    | 2000's | 2010's | 2010's    | 2010's | 2020's | 2020's    | 2020's |
| Año    | Pasajeros | Cambio | Año    | Pasajeros | Cambio | Año    | Pasajeros | Cambio |
| ------ | --------- | ------ | ------ | --------- | ------ | ------ | --------- | ------ |
| 2000   | 3,814,440 | N/A    | 2010   | 4,287,428 | 1.65%  | 2020   | 2,140,016 | 57.4%  |
| 2001   | 3,653,521 | 4.21%  | 2011   | 4,212,399 | 1.75%  | 2021   | 3,749,337 | 27.6%  |
| 2002   | 3,608,231 | 1.23%  | 2012   | 4,127,344 | 2.02%  | 2022   | 4,506,713 | 20.2%  |
| 2003   | 3,667,190 | 1.63%  | 2013   | 4,042,333 | 2.06%  | 2023   | 5,026,639 | 11.5%  |
| 2004   | 3,868,217 | 5.48%  | 2014   | 4,119,730 | 1.91%  | 2024   | 5,277,326 | 5.0%   |
| 2005   | 4,193,046 | 8.4%   | 2015   | 4,169,467 | 1.21%  |        |           |        |
| 2006   | 4,229,856 | 0.88%  | 2016   | 4,349,486 | 4.32%  |        |           |        |
| 2007   | 4,421,274 | 4.53%  | 2017   | 4,611,906 | 6.03%  |        |           |        |
| 2008   | 4,370,137 | 1.16%  | 2018   | 5,043,194 | 9.35%  |        |           |        |
| 2009   | 4,217,718 | 3.49%  | 2019   | 5,023,668 | 0.4%   |        |           |        |

## Aeropuertos cercanos
Los aeropuertos más cercanos son:
- Aeropuerto de Lincoln (88km)
- Aeropuerto de Sioux Gateway (128km)
- Aeropuerto de Boone (187km)
- Aeropuerto Internacional de Des Moines (188km)
- Aeropuerto de Fort Dodge (198km)